# Eulimostraca indomatta
Eulimostraca indomatta is een slakkensoort uit de familie van de Eulimidae. De wetenschappelijke naam van de soort is voor het eerst geldig gepubliceerd in 2007 door Simone & Birman.